# Доктор Нео Кортекс
Доктор Нео Кортекс (англ. Dr. Neo Cortex, скорочено — N. Cortex, Doctor Cortex або просто Cortex) — персонаж серії відеоігор компанії Naughty Dog.
Головний лиходій серії ігор про Креша Бандикута. З'являється у всіх іграх серії, за винятком Crash Bandicoot 2: N-Tranced для Game Boy Advance, де з'являється лише в заставці перед грою.
Кортекс виглядає як божевільний вчений з великою буквою N на лобі. Звичайно є головним ворогом Креша. Кортекс — творець Креша і багатьох інших персонажів серії; він створив їх з метою змусити їх захопити для нього світ. Ім'я Кортекс походить від назви області мозку неокортекс (цим ім'ям розробники хотіли підкреслити високий інтелект Кортекса).
У Кортекс є небога Ніна, один з босів в Crash Bandicoot Purple Ripto's Rampage для GBA.

## Doctor Nitrus Brio
Doctor Nitrus Brio — хімік, найкращий друг Кортекса, винахідник Evolvo Ray. Передостанній бос гри Crash Bandicoot.